# Däniken
Pour les articles homonymes, voir Däniken (homonymie).
Däniken est une commune suisse du canton de Soleure, située dans le district d'Olten.

Vue aérienne de 1500 m par Walter Mittelholzer (1923)